# Lil Malmkvist
Lilian „Lil“ Malmkvist (* 1938 in Landskrona, Schweden) ist eine ehemalige schwedische Schlagersängerin. In Deutschland wurde sie durch ihre Schallplattenveröffentlichungen in den 1960er Jahren bekannt.

## Musikalische Laufbahn
Lilian Malmkvist wuchs mit sieben Geschwistern auf, unter ihnen auch ihre ältere Schwester Siw Malmkvist, die später in Deutschland eine beachtliche Sängerkarriere erlebte. Lilian begann als Teenager gemeinsam mit dem Orchester John Strand aufzutreten, Ende der 1950er Jahre ging sie nach Helsingborg, um dort mit dem Orchester Herbert Frost zusammenzuarbeiten. Durch Vermittlung des Produzenten und PR-Agenten Torsten Adenby erhielt sie einen Schallplattenvertrag bei dem schwedischen Label Metronome und zog nach Stockholm. Ihre Schallplatten wurden unter dem Künstlernamen Lil Malmkvist veröffentlicht, und da auch ihre Schwester Siw bei Metronome unter Vertrag stand, kam auch eine EP-Platte heraus, die zwei Duette mit Lil und Siw enthielt. 1961 wechselte Lil die Plattenfirmen, ging zuerst zu BFB, später zu PEP. 1962 gelang ihr in Schweden der Durchbruch mit dem Titel Klang, min vackra bjällra, der in Schweden ein großer Erfolg wurde.
Im Jahr 1962 begann auch Lil Malmkvists Plattenkarriere in Deutschland. Ariola hatte sie unter Vertrag genommen und brachte im September 1962 ihre erste Single auf dem Markt. Auf der A-Seite befand sich der Titel Johnny My Love, eine Coverversion des McGuire-Sisters-Titel More Hearts are Broken That Way. Auch für die weiteren Singles wurde Lil Malmkvist von Ariola auf Coverversionen festgelegt. Dies zeigte sich bei der zweiten Ariola-Single mit der A-Seite Bobby's Girl. Bei diesem Titel handelt es sich um die deutschsprachige Version der gleichnamigen englischen Aufnahme mit Marcie Blane, die im Dezember 1962 Platz drei in den US-Charts erreichte. Für Lil Malmkwist wurde die Fassung mit einem Text von Lambert Fleming zum größten Erfolg in Deutschland, sie kam in den Top 50 der Musikzeitschrift Musikmarkt auf Rang 16 und hielt sich zwölf Wochen in der Hitliste. Bemerkenswert an der B-Seite ist die Tatsache, dass es sich bei dem Titel Da treff ich dich, Charly um eine der seltenen Lizenzproduktion des DDR-Labels Amiga handelt. Amiga hatte den Song bereits im Sommer 1962 mit der Sängerin Ruth Brandin in der DDR veröffentlicht. Lil Malmkwists dritte deutsche Single war den Deutschen Schlagerfestspielen 1963 gewidmet. Ariola hatte die beiden Festspielbeiträge Ich will ’nen Cowboy als Mann (Gitte) und Piccolina (Leo Leandros) ausgewählt, die sie von Lil Malmkvist (A-Seite) und Jan & Kjeld covern ließen. Mit dem Siegertitel Ich will ’nen Cowboy als Mann erreichte Lil Malmkvist erneut die Musikmarkt-Top 50, wo sie als beste Platzierung mit Rang 20 benotet wurde. Bis Ende 1964 erschienen noch weitere drei Ariola-Singles von Lil Malmkvist. Diese hatte keinen Erfolg und die Plattenfirma beendete die Zusammenarbeit mit der Schwedin.
Lil Malmkvist setzte ihre Karriere in Schweden fort, wo sie schon 1963 mit der Coverversion des erfolgreichen Countrysongs von Hank Locklin We're Gonna Go Fishin’ (sw: Fina Fisken) auf Platz drei der schwedischen Hitlisten kam. Später arbeitete sie in London in der Kantine von IBM und kehrte 1970 an ihren Geburtsort Landskrona zurück. Ihre musikalischen Aktivitäten beschränkte sie danach auf das Mitwirken im städtischen Chor.

## Ariola-Singles
| A/B-Seite                                              | Katalog-Nr. | veröffentl. |
| ------------------------------------------------------ | ----------- | ----------- |
| Johnny My Love / Island Polka                          | 45360       | 09/1962     |
| Bobby's Girl / Da treff ich dich Charly                | 10106       | 03/1963     |
| Ich will ’nen Cowboy als Mann / Jan & Kjeld: Piccolina | 10288       | 06/1963     |
| Okay ich sag nicht nee / Ich such 'nen treuen Mann     | 10326       | 08/1963     |
| ...und dann kam Rexi / Bei Nacht sind alle Katzen grau | 10674       | 05/1964     |
| Wer einmal lügt / Zur Liebe gehört auch Treue          | 10784       | 10/1964     |